# Alà de la Roca
Alà de la Roca (francès: Alain de La Roche)  (Bretanya, 8 de setembre de 1428 (Gregorià) - Zwolle, 8 de setembre de 1475) en llatí Alanus de Rupe fou un religiós de l'Orde de Predicadors, principal difusor de la devoció al Roser.

## Biografia
Algunes fonts diuen que era alemany o belga, però sembla que va néixer a Bretanya. Va entrar jove a l'Orde de Predicadors i estudià al convent de Saint Jacques de París, on destacà en filosofia i teologia. De 1459 a 1475 va ensenyar a París, Lille, Douai, Gant i Rostock. Aquí, en 1473, fou nomenat Mestre en Sacra Teologia. Fou un predicador reconegut i dedicà el seu apostolat a convèncer els fidels de la importància de la pregària, especialment del Rosari, devoció que va estendre arreu de França, Flandes i els Països Baixos, on va fundar nombroses confraries del Rosari, encara existents avui dia. Deia que en 1460 havia tingut una visió que li encarregava que restaurés la devoció al Roser, llavors abandonada.
Poc després de la seva mort, els dominics reuniren els escrits d'Alà, que no havien estat publicats, i els editaren. En algunes relata visions místiques que van ésser discutides: segons l'autor, la Mare de Déu va prometre quinze dons específics als cristians que resessin el rosari, des de la protecció contra les desgràcies a merèixer la glòria al cel.